# موتور اكبروشة نظر (بمبور الشرقي)
موتور اکبروشة نظر (بالإنجليزية: Mowtowr-e Akbar Vasheh Nazer)‏ هي منطقة سكنية تقع في إيران في سيستان وبلوتشستان. يقدر عدد سكانها بـ 28 نسمة بحسب إحصاء 2016.